# Dusanbe
Dusanbe (cirill betűkkel: Душанбе, perzsa írással: دوشنبه) Tádzsikisztán fővárosa és egyben legnépesebb városa. 1929–1961 között Sztalinabad volt a neve.

## Földrajza
A Hiszor-völgyben, 750–930 m közötti (átlagosan 812 m-es) tengerszint feletti magasságon fekszik.

### Éghajlat
A városban kontinentális éghajlat uralkodik. A nyár forró, a tél hideg. A januári középhőmérséklet 2,1 °C, míg a júliusi 27,1 °C. A csapadék mennyisége 569 mm.
| Hónap                         | Jan.  | Feb.  | Már.  | Ápr. | Máj. | Jún. | Júl. | Aug. | Szep. | Okt. | Nov. | Dec.  | Év    |
| ----------------------------- | ----- | ----- | ----- | ---- | ---- | ---- | ---- | ---- | ----- | ---- | ---- | ----- | ----- |
| Rekord max. hőmérséklet (°C)  | 21,1  | 22,8  | 27,8  | 32,2 | 37,8 | 40,0 | 42,2 | 40,0 | 37,2  | 32,8 | 25,0 | 20,0  | 42,2  |
| Átlagos max. hőmérséklet (°C) | 9,4   | 10,6  | 15,6  | 20,6 | 26,1 | 32,8 | 35,6 | 34,4 | 30,0  | 23,3 | 15,6 | 10,6  | 22,1  |
| Átlagos min. hőmérséklet (°C) | −0,6  | 1,7   | 5,6   | 9,4  | 13,3 | 17,8 | 19,4 | 17,2 | 12,8  | 7,8  | 3,3  | 0,6   | 9,1   |
| Rekord min. hőmérséklet (°C)  | −17,8 | −13,9 | −10,0 | 0,0  | 6,1  | 11,1 | 13,9 | 10,0 | 3,9   | −2,2 | −6,1 | −10,0 | −17,8 |
| Átl. csapadékmennyiség (mm)   | 66    | 75    | 107   | 105  | 66   | 5    | 3    | 1    | 3     | 30   | 44   | 60    | 565   |
| Havi napsütéses órák száma    | 121   | 121   | 155   | 198  | 282  | 336  | 353  | 337  | 288   | 223  | 165  | 117   | 2696  |
| Forrás: Hong Kong Observatory |       |       |       |      |      |      |      |      |       |      |      |       |       |

## Történelem
Dusanbe neve a perzsa hétfő szóból ered.
A város 1920-ban lett Oroszország része, majd 1922. július 14-én a Tádzsik ASZSZK fővárosa.
Az 1990-es évek közepén a tádzsik polgárháborúban a várost hosszú időre anarchia és káosz sújtotta: sokakat megöltek, házakat, üzleteket, gyárakat és hivatalokat, sőt még a kormány épületét is kifosztották fegyveres bandák.

## Látnivalók
- A nemzeti múzeum
- A számánida I. Iszmáíl emlékműve.

## Közlekedés
Dusanbe Tádzsikisztán közlekedési központja, itt található a Dusanbei nemzetközi repülőtér.

## Kultúra, oktatás

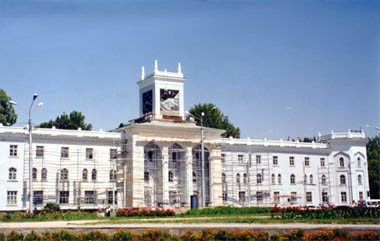
A Tádzsik Nemzeti Múzeum épülete

## Testvértelepülések
Dusanbe testvértelepülései:
- Teherán, Irán
- Szentpétervár, Oroszország
- Boulder, Amerikai Egyesült Államok
- Klagenfurt, Ausztria
- Ankara, Törökország
- Lahor, Pakisztán
- Szanaa, Jemen
- Lusaka, Zambia
- Monasztir, Tunézia
- Mazár-e Sarif, Afganisztán
- Reutlingen, Németország
- Siráz, Irán
- Minszk, Fehéroroszország
- Ürümcsi, Kína